# 徐尚志
徐尚志（1915年11月—2007年12月26日），男，汉族，四川成都人，中华人民共和国政治人物，曾任四川省人大常委会副主任，九三学社中央委员会常务委员、四川省委员会主任委员，第六、七、八届全国人大代表。